# Ligne S9 du métro de Nankin
 (décembre 2021).
Si vous disposez d'ouvrages ou d'articles de référence ou si vous connaissez des sites web de qualité traitant du thème abordé ici, merci de compléter l'article en donnant les références utiles à sa vérifiabilité et en les liant à la section « Notes et références ».
La ligne S9 du métro de Nankin (chinois traditionnel : 寧高城際軌道交通 ; chinois simplifié : 宁高城际轨道交通) est la neuvième ligne du métro de Nankin. C'est une ligne sud-nord qui relie le district de Jiangning avec le district de Gaochun au sud, elle est inaugurée le 30 décembre 2017. De  Rue Xiangyu-Sud à  Gaochun, la ligne comporte 6 stations et 52,4 km en longueur.

## Histoire
| Section         | Section | Date d'ouverture | Longueur km | Stations |
| --------------- | ------- | ---------------- | ----------- | -------- |
| Rue Xiangyu-Sud | Gaochun | 30 décembre 2017 | 52.4        | 6        |

## Caractéristiques

### Liste des stations
| Services               | Nom de station  | Nom de station | Nom de station                    | Connexions | Positionne à |
| Services               | Français        | Chinois        | Anglais                           | Connexions | Positionne à |
| ---------------------- | --------------- | -------------- | --------------------------------- | ---------- | ------------ |
| Voie mère (en service) |                 |                |                                   |            |              |
| S9-1                   | Rue Xiangyu-Sud | 翔宇路南       | Xiangyulunan (Xiangyu Road South) | LigneS1    |              |
| S9-2                   | Tongshan        | 銅山           | Tongshan                          |            |              |
| S9-3                   | Shiqiu          | 石湫           | Shiqiu                            |            |              |
| S9-4                   | Mingjue         | 明覺           | Mingjue                           |            |              |
| S9-5                   | Tuanjiewei      | 團結圩         | Tuanjiewei                        |            |              |
| S9-6                   | Gaochun         | 高淳           | Gaochun                           |            |              |